# Séisme induit
Un séisme induit est un séisme déclenché directement ou indirectement par des activités humaines.
Il se produit quand l'Homme modifie le jeu des forces et contraintes visco-élastiques et poro-élastiques géologiques, par exemple via des modifications géographiques, tridimensionnelles et temporelles de poids, de tensions, de fronts de pression, de points de compression, de déplacement des seuils de rupture mécanique des roches, etc.).
Il peut résulter d'une explosion intense (ex. : essai nucléaire souterrain, des rééquilibrages microgéologiques faisant suite à des chantiers de grande ampleur (mines profondes à ciel ouvert, canal de Suez), ou à l'extraction, à l'injection ou au déplacement ou à l'accumulation locale de « fluides géologiques » (gaz, pétrole, eau) dans les mécanismes de rupture de la croûte superficielle.
Il a généralement des effets très locaux, et le plus souvent imperceptibles pour l'homme. Mais il peut parfois agir sur des objets géologiques à des échelles de dizaines de kilomètres.
Historiquement, l'expression « sismicité induite » a émergé dans le contexte d'études, d'abord en Afrique du Sud dans des mines d’or, puis dans les bassins houillers de l'Europe (l'activité minière étant de plus en plus productive et profonde, ce risque pourrait être croissant). L'exploitation du gaz de schiste a aussi, provoqué une hausse exponentielle de ces séismes (qui en 2017 pourraient affecter jusqu'à 3,5 millions d'Américains).

## Cas des séismes induits par l'exploitation houillère
Un lien entre l'extraction charbonnière profonde et des tremblements de terre touchant les bassins miniers est pressenti dès les années 1860, après que de petites secousses aient périodiquement secoué les premières régions minières, dont en Allemagne (tout comme dans le cas des barrages,). Ainsi en 1884, Karl Fuchs (géologue et minéralogiste, professeur à l'Université de Heidelberg s'en préoccupe dans la 4e édition (en français) de son étude sur les volcans et les tremblements de terre. Citant plusieurs exemples tels qu'un séisme survenu à Charleroi en 1869 où "la terre fut crevassée en beaucoup d'endroits et l'on put constater de nombreux affaissements du sol" et à Kohlscheid (bassin houiller proche d'Aix-la-Chapelle) où la même année un séisme est ressenti, ou encore à Herzogenrath et Aix-la-Chapelle respectivement en septembre et en octobre 1873. La Ruhr a été touchée par plusieurs séismes locaux de 1860 à 1870, Fuchs remarque qu'il s'agit toujours de zones concernées par une exploitation intensive et récente du charbon. Il persiste dans la 6e édition de son ouvrage (datée de 1895). Il pense qu'en plus des vides laissés par les galeries d'exploitation, une décomposition du charbon en grisou produit aussi des vides souterrains supplémentaires, sources d'affaissement lent ou d'effondrement soudains se manifestant en surface comme des séismes. 
Comme l'a récemment montré Kevin Troch, historien de l'exploitation houillère , durant des décennies les géologues proches des charbonnages (tels que belge Jules Cornet ou De Munck en Europe) nieront cependant toute possibilité de lien de cause à effet entre mines et séismes, et ceci bien que des scientifiques comme Lancaster (directeur de l'Observatoire royal de Belgique) aient très tôt suspecté un lien avec les affaissements miniers et/ou avec les effondrements qu'ils impliquent parfois en surface, en s'appuyant notamment sur les résultats des premières stations sismologiques. 
Au siècle suivant (XXe siècle) ces séismes se font plus fréquents et éveillent des soupçons chez les gouvernements allemand et polonais ; un premier laboratoire de surveillance de la sismicité induite est installé à Bochum (bassin charbonnier de la Ruhr) en 1908 puis en 1920 en Haute Silésie en Pologne.
La France et la Belgique s'interrogent mais les charbonnages et leurs géologues nient leur responsabilité (qui serait source de compensations financières très élevées si elle était reconnue alors qu'ils sont déjà confrontés aux coûts des affaissements et d'autres accidents et dégâts miniers.  
En 1898 Eugène Lagrange (professeur de physique à l'École royale militaire de Belgique), pose l'hypothèse qu'un accroissement de la sismicité précède les « coups de grisou » propose - devant la Société belge de géologie, de paléontologie et d'hydrologie - d'installer cinq autres stations qui compléteraient celle d'Uccle (la première construite en Belgique, en 1899) : il les envisage sur le littoral, au niveau d'un puits de la mine de charbon de l'Agrappe à Frameries, dans le bois de Colfontaine, dans les carrières de porphyre de Quenast et à Liège (également dans une galerie de mine). Ces stations pourraient améliorer la sécurité minière (mais aussi répondre aux questions posées par De Munck sur la sismicité induite). Les charbonnage de l'Agrappe acceptent l'installation d'un sismographe dans une de ses galeries.
Après un séisme qui secoue de la vallée de la Scarpe en 1896, De Munck se demande si « les régions minées par l'industrie du charbon et d'équilibre affaibli, qui s'étendent à la fois dans le Pas-de-Calais, dans le département du Nord et en Belgique, n'avaient pas simplement subi le contre-coup de troubles souterrains graves, perçus aussi en différents points du globe, ou bien si ce n'est pas la suite naturelle d'un ensemble de phénomènes sismiques constatés à l'étranger peu avant la date de la secousse franco-belge du 4 septembre [1896] »»
Paul Habets, professeur d'exploitation des mines à l'Université libre de Bruxelles, insiste sur « l'importance qu'il y aurait à ausculter le sol des régions charbonnières de notre pays. Il signale que, à côté des vibrations intéressant l'ensemble de la région, il y a des mouvements locaux, souvent plus importants, résultant des affaissements causés par l'exploitation même. Ces mouvements peuvent aussi avoir une influence sur les dégagements du grisou et il importe de distinguer les accroissements de dégagements dus à ces macrosismes de ceux qui seraient produits par les microsismes d'origine endogène »
Ernest Van den Broeck (secrétaire général de la société belge de géologie) Le 18 juillet 1898 il interroge ses collègues : « Quelles relations y-a-t-il entre les dégagements normaux et anormaux du grisou avec les phénomènes météorologiques de pression atmosphérique, de magnétisme, de manifestations sismiques, d'état électrique, d'affaissements produits par des causes naturelles ou accidentelles ? » et pour répondre à cette question il veut établir des sismographes capables d'enregistrer des évènements microsismiques près de sites extractifs. 
En 1903, la Société belge de géologie, de paléontologie et d'hydrologie a posé des sismographes à Quenast et aux charbonnages de l'Agrappe dans la fosse Grand-Trait (à 850 mètres de profondeur) pour détecter d'éventuels liens entre grisou et petits séismes,, mais elles seront peu utiles et non-pérennes faute d'une bonne alimentation en électricité et par manque de financements des houillères et du gouvernement belge.  Eugène Lagrange s'en plaint en 1904 , mais présente à la Société des données pour le site de Frameries lors de sa séance du 21 mars 1906. Sans doute par peur des résultats, le projet est abandonné en ce qui concerne le sismographe du charbonnage de l'Agrappe ; le projet n'est plus même mentionné après 1907.
Côté Industriels, les géologues belges et français nient rapidement toute responsabilité du dépouillement dans la survenue de tremblements de terre dans des régions pourtant antérieurement réputées très peu sismiques. Pour les séismes de la vallée de la Scarpe (1896) et de Mons (1911), Jules Cornet, Henri Douxami, Fernand Montessus de Ballore parmi d'autres, contestent toute responsabilité de l'Industrie houillère,, et qualifient leurs éventuels détracteurs d'affabulateurs et de charlatans.
Jules Cornet et Henri Douxami, contre un grand nombre de savants (moins spécialisés dans le domaine minier et donc moins écoutés), affirment que les secousses d'Havré survenues en 1887 étaient simplement liées à la présence de nombreuses failles et dislocations dans les terrains crétacés surplombant le terrain houiller, et non dû à l'exploitation charbonnière.

Douxami, insiste sur l'étendue de la zone épicentrale du séisme (27 kilomètres) qui lui paraît "s'accorder difficilement avec la cause généralement invoquée […] nous voulons dire le déhouillement produit par les progrès de l'exploitation amenant un tassement d'anciennes galeries déhouillées, insuffisamment remblayées". Montessus de Ballore affirme lui en 1906 que « La bande houillère est assez riche en épicentres sur toute sa longueur, et a été parfois ébranlée par de sévères tremblements de terre […] Dans le bassin du Douaisis, ces séismes sont généralement attribués à des effondrements ou à des tassements dans les galeries anciennes abandonnées. Cette opinion est contredite par les études classiques de Jicinski. Il a montré par de nombreuses observations que les mouvements du sol, résultant de l'exploitation des mines, sont des phénomènes d'une extrême lenteur, exigeant plusieurs années pour se parfaire complètement, ce qui exclut, d'après le mode même de leur formation, toute possibilité de secousses brusques, séismiques en un mot. Les chocs du Douaisis ont le plus souvent un caractère très local et ceux du 12 septembre 1888 et du 9 décembre 1892, à Sin-le-Noble, ont été, dit-on, accompagnés d'affaissements d'immeubles. Si donc l'on se reporte aux études précédemment rappelées, au lieu de voir dans ce dernier fait une confirmation de l'opinion courante, il faudra plutôt considérer l'affaissement comme une conséquence du séisme que comme son origine ».
Jules Cornet réaffirme dans étude sur le tremblement de terre de la vallée de la Scarpe en 1896 puis dans un article sur le séisme de Mons (publication de 1911) qu'en aucun cas les vides issus de  l'exploitation de la houille n'auraient pu causer ces séismes : Le déhouillement crée selon lui des affaissements lents et graduels sources d'affaissement et de fissurent des constructions, mais n'est jamais source de secousses brusques et encore moins d'ébranlements perceptibles sur de grandes étendues. Ce point de vue sera régulièrement répété par les géologues belges (souvent d'anciens élèves de Cornet, comme argument d'autorité, par exemple par C Charlier, Fourmarier ou encore R Marlière  A Renier ou encore C Stevens.   
En 1912 le géologue lillois Henri Douxami (ami de Jules Gosselet) clôt le débat par un article basé sur un relevé exhaustif par Gosselet des séismes du nord de la France de 330 à 1911, dont il cherche des causes, tout en niant l'opinion publique liant les récents séismes à des tassements brutaux de zones profondes déhouillées et insuffisamment remblayées ; « Le déhouillement, et d'une façon générale les exploitations souterraines, ne donne lieu qu'à des affaissements lents et graduels qui abaissent le sol et peuvent fissurer les maisons, mais jamais il ne se produit de secousses brusques ni surtout d'ébranlements sensibles sur de grandes étendues […] Pour un certain nombre de savants, les mouvements qui ont si profondément dérangé et disloqué les couches de houille que nous exploitons aujourd'hui ne seraient pas encore terminés : les morts-terrains qui surmontent la houille dans le Hainaut, sont en effet plissés et le sillon occupé par la Sambre et la Meuse au pied de l'Ardenne est un sillon qui s'est accentué depuis que l'homme existe, ainsi que l'a montré M. Cornet. M. Jules Gosselet a révélé l'existence de grandes cassures ou failles qui ont affecté les terrains crétacés et tertiaires plus récents que la houille. Il n'est donc pas douteux que la bande houillère qui s'étendu du Boulonnais en France jusqu'à Dortmund en Allemagne ne soit une région instable où des mouvements très récents du sol ont été constatés par les géologues, mais pour nous, ce sont seulement les failles et les fractures qui affectent les terrains houillers et les morts terrains qui les surmontent ou simplement ces derniers qui peuvent être le siège, à l'époque actuelle, de mouvements donnant naissance à des tremblements de terre superficiels ». Il fait toutefois une exception pour le séisme du 31 octobre 1873 dans une mine de sel (à Varangeville-Saint-Nicolas en Lorraine), mais dans un contexte non-charbonnier ; « Un éboulement […] provoqua un ébranlement du sol qui fut ressenti à Nancy à 12 kilomètres de là. C'est, à notre connaissance, un des rares exemples, dans notre région, d'un tremblement de terre, d'ailleurs très localisé, paraissant bien dût à l'exploitation humaine ».
Aucune de ces affirmations n'est cependant scientifiquement démontrée, mais permettent aux houillères du Nord-Pas-de-Calais et de Belgique de nier toute responsabilité dans des séismes induits, alors qu'ailleurs en Europe, des outils de surveillance de la sismicité induite dans les mines de charbon montrent le contraire. La Société belge de géologie, de paléontologie et d'hydrologie abandonne son projet de réseau de surveillance face aux freins posés par les charbonnages et le gouvernement. C'est le CEA qui plus tard pour ses installations nucléaires gèrera le réseau de sismographes (« Réseau LDG » du CEA).
Selon Kévin Troch, ce déni de la séismicité induite de la part des géologues, des gouvernements et des charbonnages peut être expliqué par les risques très élevés de voir l'activité minière être interdite ou devenir non-rentable si elle était scientifiquement démontrée. Ainsi le séisme de Ransart (1911) est analysé par Cambier qui sait qu'il pourrait menacer les charbonnages du nord-est de Charleroi et de la Basse-Sambre si on l'attribuait à l'exploitation. Les charbonnages sont confrontés aux coûts croissants des séquelles minières de surface, qui sont heureusement géographiquement très localisées, au contraire des séismes induit qui peuvent toucher des dizaines de km2 avec alors des plaignants potentiellement bien plus nombreux et un risque de contestation des charbonnages et de chômage par des milliers de familles. Jules Cornet et Henri Douxami réussissent à conforter l'industrie ou au moins à entretenir le doute, mais d'autres géologues soutiennent qu'il existe des séismes induits par le déhouille. C'est le cas de F Montessus de Ballore qui à la fin de son ouvrage Géographie sismologique crée le nom de "pseudoséismes" pour désigner ces tremblements de terre, suscités par les travaux de mines. S'appuyant sur les travaux de Jules Gosselet il y conteste les conclusions négatives de Jicinsky et de Cornet qu'il estime être "trop catégoriques", notant que ces séismes miniers ont « des caractères très particuliers : leur aire d'extension est à peu près circulaire et ne dépasse guère sept à huit kilomètres ; l'intensité du choc, assez grande au centre, diminue avec une rapidité bien plus grande que pour les séismes ordinaires. N'ayant pas, du moins ainsi qu'on le pense, une origine purement naturelle, mais dépendant de causes artificielles, on peut les qualifier de « pseudoséismes » » » ; Il plaide pour que la séismicité induite fasse l'objet de recherche prioritaire pour les charbonnages de France et de Belgique, s'opposant ainsi à ses collègues Jules Cornet et Jicinsky, sans être entendu : La station de l'Agrappe est abandonnée. Et les recherches sur la séismicité induite ne seront jamais faites dans ces deux pays, car impossibles sans l'appui ou pire sans l'accord des charbonnages.

## Sources de séismes induit

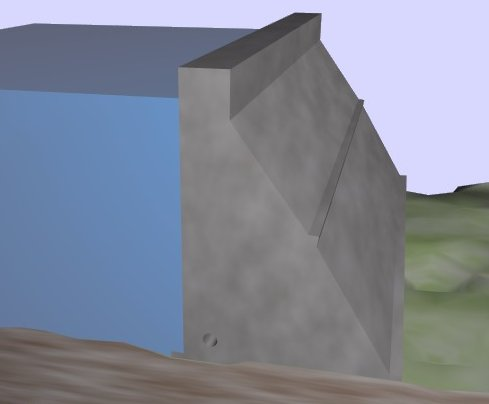
Le poids de l'eau accumulée derrière un barrage est une des sources possible de séisme induit.

On connaît différentes sources aux séismes induits :
- La mise en eau rapide de grands barrages-réservoirs, ou leur vidange rapide (surtout si la colonne d'eau retenue dépasse 100 m) ;
- Exploitation intense de grands aquifères ;
- Exploitation géothermique profonde (si elle utilise la fracturation hydraulique). Cet effet a notamment été décrit par 2 études dans la revue Science[37],[38]. Deux cas sont souvent évoqués : les séismes induits de Bâle (2006) et surtout de Pohang (2017). Ces deux centrales (à système géothermique amélioré par la fracturation)[39] ont été stoppées. L'injection d'un fluide sous pression y a induit de petits tremblements de terre qui ont réactivé des failles proches, induisant un séisme. Celui de 2017 a été classé comme le second tremblement de terre le plus intense et destructeur historiquement enregistré en Corée du Sud (135 blessés ; coût estimé : 300 milliards de won, soit 290 millions de dollars américains). Il a été 1000 fois plus intense que celui de magnitude 3,4 enregistré à Bâle en Suisse en 2006.
- L'exploitation pétrolière ou gazière, qu'elle se fasse à ciel ouvert ou par puits ou puits + galeries, avec ou sans fracturation hydraulique. Des effets à échelles décakilométrique ont par exemple été constatés autour des forages du gisement de Lacq, l'un des cas les plus étudiés où de faibles contraintes (<1 MPa) ont déclenché une activité sismique très significative (« 1000 événements de magnitudes comprises entre 1 et 4.2) en 20 ans. Cette séismicité est par ailleurs entretenue durant plus de 20 ans par des perturbations de l'ordre de 0.1 MPa, soit un ordre de grandeur inférieur aux perturbations qui ont déclenché le début de la séquence sismique[40] ». Les ruptures sont des réponses à des lois de contraintes effectives, à des transferts poroélastiques ou à des compensations isostasiques. Dans le cas d'exploitations minières, pétrolières et gazière, 3 grands « déclencheurs sismiques » ont été identifiés, correspondant chacun à une forme d'exploitation et de réponse sismique liée à des paramètres de taille, temps et aux volumes en jeu) ; ce sont :
  - l'augmentation de pression à la suite d'une (ou plusieurs) injection(s) de fluide ;
  - la baisse de pression due à l'extraction de fluide (avec de nombreux petits séismes induits d'une magnitude inférieure à 3, et quelques séismes plus intenses (ex : de 1960 et 2011 des pompages destinés à l'irrigation ont fait baisser la nappe phréatique de 250 mètres, sous la ville espagnole de Lorca[41]. En mai 2011 une faille s'est réactivée, occasionnant un séisme d'assez faible magnitude (5,1), mais qui a fait neuf morts et d'importants dégâts matériels en raison d'un épicentre peu profond (+/- 3 km contre habituellement une dizaine de km)[41].
  - le déficit de masse lors d'extraction massive (ces trois facteurs pouvant se cumuler dans le temps et dans un même l'espace souterrain).
- L'exploitation minière (mines de sel, mine de charbon notamment) ; Les affaissements miniers d'une part, et les impacts des pompages d'exhaure nécessaires à l'exploitation d'autre part peuvent avoir une influence sur les systèmes de failles locaux. Ainsi, pour 2,4 milliards de tonnes de charbon extraites du bassin minier du Nord-Pas-de-Calais, le volume d'exhaure était en fin d'exploitation environ de 20 000 m3 d'eau/jour[42]. Autre exemple, pour extraire environ 500 millions de tonnes de charbon de 1801 à 1989 dans une mine située près de  Newcastle en Australie, il a fallu pomper environ 3 milliards de tonnes d'eau, ce qui aurait suffi selon le géophysicien Christian Klose de l'université Columbia[43] à réactiver une faille située à 10 km de profondeur, causant le 28 décembre 1989 un tremblement de terre de magnitude 5,6 qui a tué 13 personnes et fait 3,5 milliards de dollars de dégâts. Les forages (dont offshore et de gaz de schiste) sont de plus en plus profonds et de plus en plus associés à des injections d'eau ou boue sous très haute pression (Par exemple, dans les gisements profonds de gaz de schiste des Schistes de Haynesville (États-Unis), la pression rencontrée par le forage atteint plus de 10 000 psi. La fracturation nécessite alors selon Halliburton d'au moins doubler la pression habituellement utilisée pour l'hydrofracturation[44] ). Ces injections créent des cavités et/ou des décompressions de roche ou fracturent la roche. Ainsi deux séismes de magnitude 3,9 puis quelques jours plus tard de magnitude 4,4 enregistrés en Colombie-Britannique mi-2014 ont été reconnus par la commission de réglementation de l'industrie pétrolière et gazière de cette province, comme ayant été induits par la fracturation hydraulique utilisée par l'entreprise Progress Energy (filiale du groupe public malaisien Petronas) pour exploiter du gaz de schiste dans cette région[45]. Un an plus tard, malgré une mise en demeure de diminuer la pression de fracturation (ce qui a été fait selon la commission), à la suite d'un nouveau séisme de magnitude 4,6 ayant comme épicentre un autre site d'exploitation de la même entreprise[45], l'activité de Progress Energy y a été provisoirement suspendue par les autorités locales, alors qu'un autre site venait d'être fermé par l'entreprise à la suite de la survenue d'un séisme à 3 km du forage[45]. 
L'exploitation minière peut aussi produire des explosions de grisou. 
Enfin, les grands crassiers, et terrils de millions de tonnes compriment la surface ; le « rééquilibrage » qui s'ensuit peut se traduire par des effondrements ou de lents affaissements.  Ces affaissements modifient parfois le paysage, avec par exemple des « descente de sol » atteignant 20 m dans le Nord de la France, 17 m sur des zones habitées dans la région de Douai, qui seraient aujourd'hui sous le niveau de la nappe phréatique si celle-ci n'était pas pompée) ; ces mouvements dans le sous-sol sont susceptibles d'interagir avec la sismique naturelle. De même en Lorraine où des quartiers ont dû être évacués ou à Gardanne (Bouches-du-Rhône) où la population ressent une sismicité faible mais régulière.
- Les essais nucléaires souterrains (ou sous-marins[46]). Ils créent une onde brève, mais puissante et brutale, susceptibles d'agir localement sur la croûte terrestre. Les sites d'essais ont été choisis pour limiter le risque, et loin des zones habitées et il n'y a pas de preuve publiée de tremblement de terre induit important, mais l'ouverture de fractures et de mouvements de faille ont été signalés, de même que des séries de répliques sismiques suivant l'essai nucléaire, supposé traduire des mouvements de petites failles, des effondrement de cavités ou la formation de cheminées. Dans plusieurs cas, l'énergie sismique libérée par les mouvements de faille a même dépassé celle de l'explosion[47]. Dans deux cas au moins, d'après une idée développée par l'industrie pétrolière dans les années 1950-1960[48], des essais nucléaires auraient été utilisés pour tester un éventuel effet de fracturation d'un gisement gazier ; sans résultat concluant selon Mr Courme, Directeur général de  « Total Gas Shale Europe »[49].

## Sécurité
Le séisme induit est une contrainte géotechnique et de sécurité à prendre en compte ;
- Pour tous les aménagements (barrages, mines ou installations géothermiques en particulier) faits en zone à risque, même et peut-être surtout dans des régions ayant une activité sismique modérée, car les normes de construction parasismique n'y sont pas appliquées comme elles le seraient dans une zone connue pour son risque[réf. nécessaire]. Ainsi le forage suisse géothermique profond « en roches sèches », qui devait atteindre 5 km de profondeur, entamé en 1996 dans le quartier de Kleinhüningen à Bâle (« Deep Heat Mining ») par Geopower Bâle à l'initiative de l'Office fédéral de l'énergie (OFEN), a-t-il été fermé après qu'il a induit trois séismes du 8 décembre 2006 au début 2007 (voir plus bas, #Ampleur et occurrence).
- Pour la construction et l'entretien (vidange/remise en eau) des grands barrages artificiels.

Des capteurs associés à un système d'alerte, et des modèles mathématiques peuvent être utilisés pour gérer ce risque. Dans certains cas, on a anticipé en déclenchant les affaissements (« foudroyage » des galeries de mines par exemple).

## Ampleur et occurrence
Les séismes induits sont encore mal connus. Leur existence n'est plus discutée, mais leur ampleur fait l'objet de débats, de même que le délai d'apparition du séisme (et de ses répliques). Un monitoring sismique fin de certains gisements a prouvé que beaucoup de séismes de faible magnitude (inférieure à 3) étaient produits lors de l'exploitation mais aussi parfois longtemps après celle-ci, que la géomécanique classique explique, mais peine à prévoir (amplitude, occurrence et durée).
Le premier cas documenté est celui de la mise en eau du lac Mead qui aux États-Unis en 1935 a été suivi d'une suite de petits séismes (de magnitude inférieure à 5) enregistrés dans le Nevada et l'Arizona. En 1967, l'injection de liquides en profondeur sur le site de production d'armes chimiques du Rocky Mountain Arsenal (en), dans le Colorado, avait provoqué un séisme de magnitude 4,9 ; le plus important observé jusqu'à la généralisation de l'exploitation de gaz de schiste aux États-Unis à partir de 2009.

### En France
En France, les études faites sur le gisement de gaz de Lacq (Pyrénées-Atlantiques) ont montré que des contraintes réputées « faibles » (<1 MPa) liées à la baisse de pression du gisement, ont engendré une activité sismique significative (jusqu'à 4,2 sur l'échelle de Richter), ensuite entretenue durant deux décennies par des perturbations encore plus faibles (environ 0,1 Mpa) ; ce sont environ 1 000 événements enregistrés en une vingtaine d'années 1920 ans, de magnitudes comprises entre 1 et 4,2. Une modélisation des transferts de contraintes visco-élastiques et poro-élastiques induits par l'exploitation du gaz de Lacq, a montré un lien possible (mais qu'on ne peut démontrer avec certitude) avec des séismes majeurs de la faille nord-pyrénéenne située à 30 km plus au sud.
Toujours en France, un séisme de magnitude 4,9 a été enregistré le 25 avril 1963 à la suite de la mise en eau du barrage de Monteynard-Avignonet (Vercors, France), peut-être par suite de l'infiltration d'eau dans les microfractures des roches favorisée par la hauteur de l'eau (loi de Darcy), ce qui aurait pu induire une moindre résistance du socle rocheux à la rupture alors qu'il était soumis à la pression supplémentaire de la masse d'eau retenue par le barrage. 
Cet événement a été utilisé pour améliorer la connaissance du réseau de failles sismiques potentielles au sud de Grenoble.

### Canada
Hydro-Québec, qui a construit plusieurs grands réservoirs dans le nord-du-Québec depuis les années 1950 rapporte plusieurs événements de séismicité induite survenus lors du remplissage des réservoirs. Ainsi, un tremblement de terre d'une magnitude de 4,1 est survenu en octobre 1975, lors du remplissage du réservoir de la Manic-3, sur la Côte-Nord.
Le même phénomène a été noté lors du remplissage du réservoir de la centrale La Grande-2, le constructeur du barrage a mesuré une première série de séismes d'une magnitude de 1,0 sous le réservoir, situé dans le Bouclier canadien, une zone normalement reconnue pour sa faible séismicité. Cette première période de trois semaines a été suivie, 45 jours plus tard, d'une recrudescence en raison de l'augmentation du rythme de remplissage du réservoir durant la crue printanière de 1979 ; « En moins de six heures, 20 événements ont eu lieu dans cette région », relate un rapport-bilan de la Société d'énergie de la Baie James, maître d'œuvre du projet. Des secousses plus fortes — allant jusqu'à la magnitude 4 — ont été notées en de 1981 à 1984, lors du remplissage du réservoir La Grande-3, situé à environ 125 km en amont.
Les séismes induits par la fracturation hydraulique posent aussi problème. Une étude de novembre 2016 publiée dans Science est basée sur l'analyse des effets sismiques de 6 sites de forage près de Fox Creek (nord-ouest de l'Alberta) : De nombreux séismes induits se sont produits, pour la plupart lors des injections mais certains plusieurs mois après. Le séisme le plus important (magnitude de 3,9) le 23 janvier 2015 s'est ainsi déclenché deux semaines après la fin du fracking. Selon l'étude, une moindre récupération de fluide de fracturation (7 % seulement dans ce cas) semble être un indice prédictif de risque de séisme induit retardé (Cette perte de fluide peut signifier la pressurisation d'une faille pouvant aboutir à une série de tremblements de terre étalée sur plusieurs mois). Les auteurs recommandent aux foreurs de dorénavant tenir compte de ces risques, surtout lorsqu'ils ne parviennent pas à récupérer les fluides de fracking.

### Suisse
Le forage suisse géothermique profond « en roches sèches », qui devait atteindre 5 km de profondeur, entamé en 1996 dans le quartier de Kleinhüningen à Bâle (« Deep Heat Mining ») par Geopower Bâle à l'initiative de l'Office fédéral de l'énergie (OFEN), a été fermé après avoir induit trois séismes du 8 décembre 2006 à début 2007. Ces séismes étaient modérés, mais de magnitude supérieure à 3 (3,4 le 8 décembre 2006 à 17 h 48, au moment de l'injection d'eau sous pression dans la roche. Les injections d'eau visent à élargir les fissures existantes, éventuellement « entartrées » pour qu'on puisse y faire circuler de l'eau avant de la récupérer réchauffée). Entre le début des travaux de pompage et la première grosse secousse du 8 décembre, l'Institut de sismologie avait enregistré 36 petits séismes dont cinq ont atteint une magnitude comprise entre 2 et 3, les autres ne dépassant pas 1,5. Une autre secousse a eu lieu le 10 décembre avec une réplique de magnitude 2,5 (le 15 décembre 2006) puis le 6 et le 16 janvier (magnitude 3,2). Ces secousses ont incité le gouvernement cantonal de Bâle à la prudence, la ville ayant déjà été victime d'un grave tremblement de terre en 1356, avec un épicentre situé à proximité de ce point.

### Coups de grisou et exploitation d'hydrocarbures
Dans le domaine minier, on peut supposer que des « coups de grisou » aient pu avoir des impacts ponctuels également, mais finalement insignifiants au regard des rééquilibrages de type affaissements sur le moyen et long terme.
L'exploitation rapide des gisements d'hydrocarbures est une source fréquente et attendue d'instabilités sismiques. Les séismes pouvant être alors induits par la surpression liées à l'injection de fluide; ou au contraire à la chute de pression induite par l'extraction de fluide, et enfin par le déficit de masse lors d'extraction massive.
Ce phénomène se produit même dans les puits profonds où l'on aurait pu penser que les contraintes étaient minimes comparées à celles induites par l'énorme poids de la roche périphérique. L'US Geological Survey l'a démontré et mesuré par diverses expériences dès 1969 dans le Colorado. L'augmentation préoccupante de ces séismes induits dus à l'exploitation du gaz de schiste a poussé l'US Geological Survey à intégrer, depuis 2014, la probabilité des séismes induits dans son National Seismic Hazard Model annuel, utilisé comme document principal pour la construction des infrastructures de transport et pour la conception des plans d'urgence en cas de catastrophe.

#### Le cas des États-Unis et en particulier de l'Oklahoma

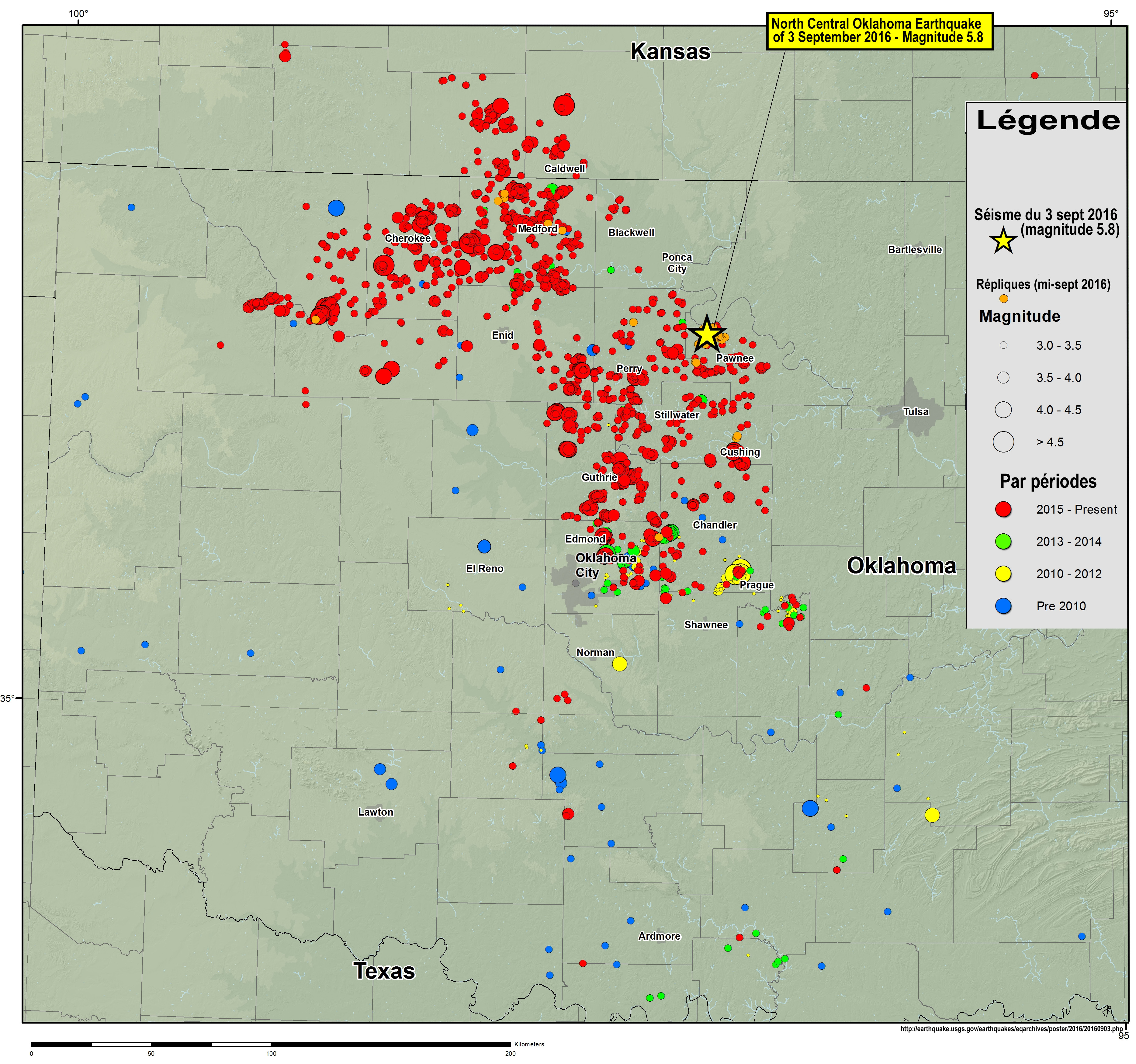
Épicentre du séisme du 3 septembre 2016 (étoile), et séismes significatifs déjà observés dans la région (avec par ordre chronologique les points bleus, jaune, verts et rouges, qui montrent une force et fréquence en croissance rapide de ces séismes

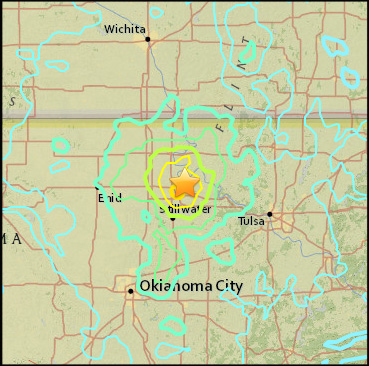
Séisme du 3 septembre 2016, Magnitude 5.8 - situé à près de 15 km au NW de la petite ville de Pawnee (2000 hbts environ) en Oklahoma. Selon l'USGS ce tremblement de terre été très probablement induit par la fracturation hydraulique et/ou la réinjection d'eau.

Les tremblements de terre induits par l'homme pourraient affecter jusqu'à 3,5 millions d'Américains en 2017 ; Leur nombre a été presque décuplé par rapport à il y a 20 ans. BuzzFeed en se basant sur un récent rapport de la Commission géologique des États-Unis a publié une carte des zones menacées et des importants tremblements de terre enregistrés depuis 2000.
L'Oklahoma est depuis 2008 particulièrement concerné ; comme pour le Texas voisin, le secteur pétrolier y représente une part importante de l'économie (20 % des emplois en 2015, dont une large partie attribuable à l'exploitation récente du gaz de schiste) qui explique une augmentation récente des opérations de réinjections dans les formations de schiste des eaux salées, polluées et des produits chimiques utilisés. Ces réinjections ont  provoqué une hausse exponentielle des séismes de 2008 à 2016.

Ainsi, alors que l'Oklahoma n'avait connu que 21 séismes de magnitude 3 et plus de 1973 à 2008, ce chiffre est monté à plus de 900 en 2015 (soit deux séismes et demi par jour). L'attribution à ce phénomène du tremblement de terre de 2011 en Oklahoma (en), de magnitude 5,7, et ressenti dans 17 États, a d'abord été fortement discutée,. Après plusieurs années de déni puis de démenti du rapport entre le fracking (l'exploitation du gaz de schiste) et les séismes, la gouverneure de l'État, Mary Fallin, l'Oklahoma Geological Survey et l'Oklahoma Corporation Commission reconnaissent depuis 2015 le lien intrinsèque entre ces deux phénomènes,. 
En 2012, l'US Geological Survey annonçait qu'en Oklahoma le nombre annuel de séismes de magnitude supérieure à 3 a été multiplié par 20 entre 2009 et 2011, par rapport au demi-siècle précédent. 
En 2014, avec 24 séismes, l'augmentation était d'un facteur 200. 
En 2016, le 3 septembre un séisme de magnitude 5.8 s'est déclaré. Son épicentre (étoile jaune sur la carte ci-contre à gauche) est situé à près de 15 km au NW de la petite ville de Pawnee (2000 hbts environ). 
Une telle magnitude n'a jamais historiquement été atteinte dans cette région. L'USGS prévoir de possibles répliques puis d'autres séismes de même importance, voire plus importants en termes de magnitude.

### Le cas particulier des grands barrages
Il commence à être bien documenté avec notamment 
- Koyna (Inde, 1967) : un séisme de magnitude 6,3 tue environ 200 personnes, et le site reste sismiquement actif durant plusieurs décennies[41].
- Séisme de Latur (Inde, 1993) : un séisme de magnitude 6,3 tue près de 10 000 personnes, il semble pouvoir être attribué à la mise en eau du barrage[41].
- séisme du Sichuan de mai 2008 (Chine), un séisme de magnitude 7,9 fait 70 000 morts. Quelques sismologues, dont le chinois Fan Xiao[64], puis Chritian Klose[65] estiment que cet évènement a pu être déclenché par le proche barrage de Zipingpu (environ 1 milliard de tonnes d'eau retenue à 500 m du réseau de faille qui a bougé lors de cet événement, dont la faille de Beichuan qui plonge à 15 à 20 km en profondeur. L'épicentre de la secousse principale (magnitude 7,9), a été détecté à quelques kilomètres du barrage, dans une zone connue pour son risque sismique. Une étude sino-japonaise[66] faite sur la base de quatre années d'enregistrements sismiques dans la région a conclu que le barrage avait effectivement affecté la sismicité locale[67]. D'autres sismologues restent sceptiques quant au rôle du barrage dans le déclenchement de ce séisme.

## Prévisibilité
Des modèles prédictifs robustes sont nécessessaire pour mieux évaluer les risques et dangers potentiels, et pour aider les autorités compétentes à se coordonner pour y faire face (notamment dans le cadre de l'hydrofracturation et des activités minières).
Les lois physiques de la mécanique classique aident à comprendre ces phénomènes, à expliquer qu'il existe des seuils critiques au-delà desquels une instabilité sismique apparaît, mais elles sont encore incapables de prédire un évènement (date, lieu, magnitude, durée, volume de sous-sol concerné, etc) ni d'expliquer le fait que certaines instabilités soient entretenus durant des années ni même d'expliquer l'ampleur globale d'une instabilités sismique. 
En 1993, se basant sur des cas de séismicité induite connus dans le monde, Jean-Robert Grasso  a proposé une notion « de Systèmes Critiques Auto-Organisés Induits (SCAOI) où l'on peut observer la genèse, la pérennité et la disparition de systèmes critiques dans un contexte (…) d'état critique auto-organisé pour l'ensemble de la croûte supérieure ».
Dans les années 2010, selon le NRC (National Research Council) il reste beaucoup de lacunes de connaissances à combler par la Recherche, y compris en termes d'évaluation des risques de meilleures pratiques dans le développement énergétique.

## Utilisation
Le suivi de séismes induits peut renseigner sur la présence de failles. Les séismes induits par la mise en eau d'une retenue artificielle du Vercors (barrage M∼4-5, lac de Monteynard-Avignonet) ont ainsi permis de cartographier des failles sismiques potentielles au sud de l'agglomération grenobloise. Dans ce cas les séismes jouent le rôle de « jauges de contrainte ».

## Problèmes prospectifs

### De nouveaux types de risques sont étudiés, dont
- pour le stockage souterrain (laboratoire) des déchets nucléaires ;
- pour le stockage géochimique de carbone sous forme de CO2.

### Séismes et réchauffement climatique?
Des indices, théories géophysiques et preuves scientifiques plaident pour l'existence d'un lien entre le forçage climatique (réchauffement global pour notre époque) et des modifications de la sismicité planétaire, mais ce lien est encore difficile à  quantifier et à isoler des effets de la tectonique des plaques. 
Ce lien est expliqué par le double phénomène de fonte rapide de glaciers et calottes polaires, associé à la montée des océans, qui peut induire des rééquilibrages isostatiques se traduisant notamment par des effets sismiques (« séismes induits » ou ayant une composante « induite » anthropique) ; « Une éruption peut être provoquée par une surpression ou par une décompression, décrit Patrick Allard, directeur de recherche au CNRS et volcanologue à l'Institut de physique du globe de Paris (IPGP). Si on allège la charge qui pèse sur le réservoir de magma formé de cristaux et de bulles de gaz, les forces de pression qui s'exercent sur lui se relâchent. C'est comme si on ôtait le bouchon ». La fonte des glaciers et calottes glaciaires, diminuent la pression qu'ils exerçaient sur la roche sous-jacente, ce qui facilite la remontée de magma. En outre la montée de la mer modifie la pression de l'océan mondial sur les fonds marins, ce qui peut aussi avoir des conséquences sismiques.
La revue Geology a montré (2018) une corrélation entre l'extension des glaciers d'Islande et la fréquence des éruptions sur l'île, mais les auteurs de l'étude identifient une inertie d'environ 600 ans, entre le mouvement des glaciers et la hausse de l'activité volcanique.
L'Islande connaît une intensification des séismes depuis quelques années, avec plusieurs éruptions majeures.
Dans Geophysical Research Letters (2008), Pagli et ses collègues estimaient que perdre environ 10 % (en masse) de la calotte glaciaire Vatnajökull au XXe siècle avait entraîné une hausse équivalente du magma dans la région. 
L'éruption de l'Eyjafjöll (2010) aurait ainsi été causée par une remontée de magma facilitée par la fonte d'une partie du glacier Eyjafjallajökull.
Selon Carolina Pagli, géophysicienne à l'université de Leeds au Royaume-Uni, « des zones volcaniques comme le mont Erebus en Antarctique, les îles Aléoutiennes en Alaska, ou la Patagonie en Amérique du Sud, risquent, elles aussi, de connaître une activité plus intense ».